# 小行星5077
小行星5077（5077 Favaloro）是一颗绕太阳运转的小行星，为主小行星带小行星。该小行星于1974年6月17日发现。

## 轨道参数
小行星5077的轨道半长轴为2.2303301 UA，离心率为0.184。